# هنري ليدل
هنري ليدل (بالإنجليزية: Henry Liddell)‏ كان عميداً لكلية كنيسة المسيح، أكسفورد للفترة من 1855 إلى 1891، ونائب رئيس جامعة أوكسفورد للفترة من 1870 لغاية 1874 ومديرا لمدرسة ويستمنستر للفترة 1846 لغاية 1855.
ألف كتاب «تاريخ روما» عام 1855 وآلف مع روبرت سكوت قاموسا للغة الإغريقية، والذي ما زال مستعملا لحد الآن.
ومن الجدير بالذكر أن لويس كارول ألف رواية أليس في بلاد العجائب تيمنا باسم أليس ابنه هنري ليدل.

## روابط خارجية
- هنري ليدل على موقع الموسوعة البريطانية (الإنجليزية)